# Івановка (Гинчештський район)
Івановка (рум. Ivanovca) — село у Гинчештському районі Молдови. Адміністративний центр однойменної комуни, до складу якої також входять села Костешть та Фрасін.

## Населення
За даними перепису населення 2004 року у селі проживали 656 осіб.
Національний склад населення села:
| Національність | Кількість осіб | Відсоток |
| -------------- | -------------- | -------- |
| українці       | 389            | 59,3%    |
| молдавани      | 246            | 37,5%    |
| росіяни        | 14             | 2,1%     |
| болгари        | 6              | 0,9%     |
| гагаузи        | 1              | 0,2%     |
| Всього         | 656            | 100%     |